# Siétamo
Sietemo (en castellà Siétamo, oficialment Siétamo/Sietemo) és un municipi aragonès situat a la província d'Osca i enquadrat a la comarca de la Foia d'Osca.
Entre Siétamo i Fañanás (Alcalá d'o Bispe) està ubicat el castell d'Abrisén. Les primeres notícies del castell daten del segle xi.